# 國親聯盟
有鑑於2000年總統大選，國民黨分裂導致民進黨陳水扁當選，加上連戰自敗選後民意支持度一直不見起色，國親兩黨於2003年4月18日正式宣布連宋配、國親合，這是國親聯盟的開端，促成中國國民黨及親民黨整合的政黨聯盟，其終極目標在兩黨合併。雖然在2004年大選兩黨在總統、立委全面合作，總統大選的連宋配民意支持度開高走低，最後仍敗於陳水扁。之後兩黨繼續合作，2007年馬英九、宋楚瑜簽署《國親聯盟協議》，於2008年總統及立委選舉合作，2010年以後因國親缺乏互信而破局，但2012年選後，兩黨政治人物及部分以國親聯盟名義當選的公職人員均鼓吹雙方重建合作、整合泛藍以對抗泛綠勢力，但依然難以化解雙方裂痕，2016年隨著羅淑蕾卸任，聯盟成員在立法院已完全沒有席次。
親民黨在2020年後受新興第三勢力政黨挑戰失去所有立委席次，曾被中國國民黨開除黨籍的國親聯盟成員傅崐萁仍活躍於政壇，也於2021年重返國民黨，此政黨聯盟已失去對台灣政壇的影響力。其失敗的政治結盟亦在2024年中華民國總統選舉中藍白合作重新被提及，但時空環境已大不相同。

## 2008年總統及立委選舉
國親聯盟的主要實現在2008年立委選舉，具有親民黨籍的區域立法委員候選人，均統一以國民黨為提名政黨；同時，國民黨在不分區候選人名單中，釋出四席予親民黨自行圈定的優秀人選，其中三席並在安全名單之內。
由國民黨提名參選2008年立法委員選舉的親民黨區域選區候選人包括以下七位，均在同選區競選連任：
- 臺北縣第二選區：柯淑敏

- 臺北縣第四選區：李鴻鈞

- 臺北縣第七選區：吳清池

- 苗栗縣第二選區：徐耀昌

- 台中市第三选区：黃義交

- 高雄縣第一選區：鍾紹和

- 花蓮縣：傅崐萁

而親民黨獲排入國民黨不分區名單者則包括以下四位，除邱美瑞外，均競選連任：
- 第六名：鄭金玲（第六屆桃園縣立法委員）

- 第九名：張顯耀（第六屆高雄市北區立法委員）

- 第十四名：羅淑蕾（臺北市會計師公會理事長，後遞補第六屆親民黨全國不分區立法委員）

- 第三十名：邱美瑞（前美國華盛頓州西雅圖金縣議會秘書長）

除柯淑敏及排名不分區立委第三十名的邱美瑞外，以上獲提名者均當選第七屆立法委員，共計9席；若加上原住民立委林正二，親民黨擁有10席立法院席次。
2008年總統選舉，親民黨並無參選，聯合支持國民黨總統候選人馬英九，最終馬英九當選總統，結束了民進黨八年執政。

## 2012年總統及立委選舉
2009年，傅崐萁因違紀參選花蓮縣縣長而遭到國民黨開除黨籍，是雙方裂痕的濫觴，不過後來他仍順利當選，是首位具國親聯盟背景的地方首長，但也少了一席成員。八八風災後，因馬政府施政不力引起諸多民怨，宋楚瑜開始頻繁於公開場合大力批評時任總統馬英九，國民黨於2010年五都選舉時更禁止國親聯盟成員輔選親民黨籍候選人，引發親民黨的不滿；同時，宋楚瑜於選前支持時任高雄縣縣長楊秋興，導致代表國民黨參選首屆大高雄市長的立委黃昭順於三位候選人中墊底，創下國民黨史上最差的得票紀錄，國民黨亦將敗選的責任指向宋楚瑜的輔選導致部分泛藍票源流向楊秋興。2011年，不分區立委鄭金玲和張顯耀於黨內初選中落馬，吳清池和李鴻鈞因備受選區地方人士挑戰而未登記國民黨黨內初選，一度放棄連任；這讓時任親民黨副秘書長劉文雄表達不滿，認為國民黨在「狙殺橘營」，但後來在協調後，吳清池轉戰國民黨不分區立委，而李鴻鈞則國民黨高層仍希望國親整合下最終出線。以大力批判國民黨政府著稱的不分區立委羅淑蕾則是挑戰時任國民黨副主席蔣孝嚴的區域立委之位，許多深藍政治人物與國民黨人如王鴻薇以及初選對手王浩、蔣孝嚴等人亦對羅未替執政黨辯護、甚至與親民黨口徑一致地砲打中央政府而大力抨擊，最後以不足1%的些微差距勝出，代表國民黨競選連任。徐耀昌、鍾紹和和黃義交則是順利代表國民黨於原選區爭取連任。2011年7月14日，隨著國親兩黨缺乏互信，遲遲無法整合，再加上國民黨內部有不少聲音認為過去泛藍的分裂就是因為票源流向親民黨，造就民進黨及台聯得利，談判確定破裂。對此，宋楚瑜表示親民黨將於2012年立委選舉中提名20席以上有能力當選的立委候選人，未來在立法院可以組成黨團，吳清池與鄭金玲原有意以重返親民黨於原選區競選連任，但後均作罷。其後宋楚瑜更宣布參選總統，並最終獲得40多萬的聯署支持，使得國親聯盟立委陷入兩難，使得宋楚瑜也被迫看著許多子弟兵礙於選情轉向支持馬英九，再次加深了國親間的矛盾。
2012年立委選舉及2012年總統選舉於2012年1月14日同時舉行。選舉結果，國民黨取得64席（國親聯盟3席），親民黨取得3席，國民黨取得過半數議席，繼續控制立法院。至於總統選舉，國民黨候選人、時任總統馬英九以689萬票（51.6%）成功連任，宋楚瑜獲36萬票（2.8%）敗選，顯示他的政治影響力下降。自2009年國親聯盟在立法院少了傅崐萁一席、宋楚瑜開始大力批判時政甚至支持民進黨候選人後，國親合作的關係就備受挑戰。此外，本次選舉中，國親聯盟立委較上次大選減少了六席，除了傅崐萁因被開除黨籍而喪失國親聯盟身分外，不分區立委張顯耀和鄭金玲初選落敗而放棄競選連任，吳清池、黃義交和鍾紹和則因落選而離開立法院。羅淑蕾則是唯一一個於國民黨黨內初選中勝出的國親聯盟成員，並最終在首次參選區域立委的情況下，以北市最高票連任成功；李鴻鈞終得以代表國民黨出線並順利連任；徐耀昌則長期經營苗栗，在無初選競爭對手下代表國民黨再次勝選。雖然親民黨仍被大眾歸類於泛藍，但國親雙方已同床異夢，即使表面上仍在立法院維持三席，國親聯盟也已名存實亡。

## 2016年總統及立委選舉
2014年大選中，由於社會對馬政府極為不滿，宋楚瑜又較2012年更加倒向綠營。除了在台中和桃園低調支持民進黨籍的多位候選人，亦因未公開支持國民黨提名的連勝文、與無黨籍台北市長候選人柯文哲關係曖昧不明，最終國民黨在當年選舉中大敗，加深國親基層間的猜忌，即使高層有意，但仍難以修補裂痕。2015年國民黨補選主席，新任主席朱立倫對親民黨均口頭表達合作意願，希望能重修舊好，國民黨甚至保留臺北市第四選舉區市議員李彥秀與親民黨黃珊珊的協調空間，希望能整合泛藍，不過最終黃珊珊接受民進黨禮讓而破局。不過，隨著國民黨確定提名時任立法院副院長洪秀柱、親民黨主席宋楚瑜宣布再次參選，雙方幕僚釋放消息，達成民調整合代表泛藍登記參選的目標，國親合作重現曙光，但為洪秀柱所婉拒。2015年10月，國民黨因洪秀柱選情低迷而史無前例地於選前三個月更換候選人，黨主席朱立倫最終親自出馬參選，雖選情一路開高走低，但亦因國親已毫無互信基礎、再次破局，最終親民黨取得史無前例的得票、不分區立委取得三席而成為立法院關鍵少數，但國民黨卻迎來僅次於2000年總統大選後的最低得票並交出國會最大黨的寶座。
至於僅剩的三席國親聯盟立委，與本次選舉中國親合作的破裂一樣，最終歸零。2014年底，徐耀昌當選苗栗縣長，成為第二位具國親聯盟背景的地方首長、亦是首位就任時仍保有國親聯盟身分的縣市長，因此辭去立委，減為兩席；2015年8月，李鴻鈞宣布停止於新北市第四選舉區競選連任相關活動，追隨宋楚瑜參選總統並重返親民黨，象徵名存實亡的國親合作正式結束；至此，僅剩已於黨內初選落敗的羅淑蕾一席，但她最終放棄連任；2016年1月，後為陸委會特任副主委的前國親聯盟立委張顯耀亦敗給民進黨對手劉世芳，未能重返立院；當年因兩黨合作成立的國親聯盟隨著羅淑蕾的卸任，完全退出立法院。當年具國親聯盟背景的成員，僅剩李鴻鈞因當選親民黨籍不分區立委而得以續留立院。除了少數曾由親民黨背書進入國民黨從政的時任苗栗縣長徐耀昌和喪失國親聯盟身分的花蓮縣長傅崐萁仍活躍於政壇，本次選舉結果顯示國親兩黨關係日後恐難以修補、國親聯盟已在政壇喪失影響力。

## 2020年以後
2018年，隨著傅崐萁因案解職，苗栗縣長徐耀昌成為唯一一位具國親聯盟背景的縣市長。2019年初，乘著2018年泛藍大勝的氣勢，宣布轉戰臺北市第二選舉區的親民黨不分區立委陳怡潔原本有意以「非綠平台」代表在野勢力挑戰因補選上任、同樣競選連任的新科民進黨立委何志偉，但最終再次因國親缺乏互信且國民黨提名前立委孫大千而破局，陳怡潔因選情低迷，於登記參選前夕退選；張顯耀於國民黨內初選以些微差距敗給時任不分區立委黃昭順，未能再次出線角逐高雄市第三選舉區立委選舉。親民黨於2020年大選中全軍覆沒而再次退出立法院，得票萎縮至前所未有的第六大黨，以親民黨籍競選連任的李鴻鈞亦無緣邁向六連霸。不過，傅崐萁在出獄後回任立委，成為繼李鴻鈞落選後首位具國親聯盟背景的立委，但遲遲無法回復國民黨籍的他後又因炒股案定讞而在獄中服刑直至2021年新任國民黨主席朱立倫上任後才得以以同舟計畫重回國民黨，名義上恢復國親聯盟身分。2022年5月，李鴻鈞出任監察院副院長而退出親民黨，苗栗縣長徐耀昌亦於2022年底卸任、2023年亦在立委初選中落敗，象徵著當年國親合作的政治人物因兩黨並無合作培育新血之下，在立法院僅剩傅崐萁一人。